# Calotes minor
Calotes minor — вид ящірок родини агамових (Agamidae).

## Поширення
Вид поширений в Бангладеш (західна частина країни), Індії (Мадх'я-Прадеш, Уттар-Прадеш, Раджастан, Гуджарат, Одіша) і Пакистані (Сінд).

## Опис
Ящірка завдовжки до 18 см, з них на хвіст припадає 6 см. Тіло оливково-коричневого забарвлення з трьома рядами темно-коричневих плям на спині. На боках шиї проходить біла смуга. Горло з темно-коричневими та помаранчевими плямами. Черево жовтувате з помаранчевими цятками. Ноги з темно-коричневими поперечними смугами. Ротова порожнина і язик темно-синього кольору.